# پتیت (دهانه)
پتیت یک دهانه برخوردی در ماه‌ است.